# 高昌郡
高昌郡，中国前涼时设置的郡。

## 建置沿革
前涼建興十五年（327年），击擒戊己校尉赵贞后置高昌郡，辖境相当今新疆维吾尔自治区吐鲁番盆地东部哈拉和卓以东一带，領高昌、橫截、田地、高寧、白力五縣，治所為高昌，屬涼州。建興三十三年（345年），分涼州置沙州，高昌郡改屬沙州。
前秦建元十二年（376年）滅前涼，廢沙州，高昌郡復屬涼州。此後，高昌郡相繼為前秦（376年－386年）、后涼（386年－398年）、北涼（398年－435年）、闞爽（435年－442年）、北涼（442年－460年）所有。北涼神璽二年（398年），復置沙州，高昌郡屬之。
承平十八年（460年），阚伯周據高昌郡建立高昌國。

## 太守
- 楊翰，高昌人，前秦苻堅建元十二年（376年）出任。[1]
- 隗仁，北涼沮渠蒙遜玄始九年（420年）出任。[2]
- 闞爽，北涼沮渠牧犍承和三年（435年）自署，442年棄郡逃。[3]